# Bertha Guillermina Castellanos Arciga
Bertha Guillermina Castellanos Arciga (Zamora de Hidalgo, Michoacán, México, 29 de diciembre de 1946) es una periodista mexicana que ha trabajado en diversos medios de comunicación en México e internacionalmente.

## Trayectoria profesional
Bertha Guillermina Castellanos Arciga comenzó su carrera en 1975 como columnista en El Heraldo de Zamora y en la Organización Editorial Mexicana (OEM). También trabajó en Novedades de México.
Entre 1980 y 1984, fue corresponsal para Canal 4 de Televisa Guadalajara en los programas "Al Tanto" y "AM Magazine", donde realizó reportajes sobre el estado de Michoacán. Posteriormente, colaboró con Televisa México para el programa 24 Horas con Jacobo Zabludovsky y para el sistema de noticias ECO.
A nivel internacional, ha colaborado con Radio Canadá Internacional y VOA News en Washington. También ha contribuido al periódico La Visión de Atlanta, Georgia, con reportajes sobre Michoacán. En México, ha trabajado como corresponsal para la agencia de noticias Quadratín y ha escrito para la revista Rosalva, una publicación de enfoque político y social.
Actualmente, dirige la revista digital 5W Redactor, que publica noticias y entrevistas a través de plataformas digitales.

## Reconocimientos
En 2018, Bertha Guillermina fue galardonada con la Presea al Mérito Periodístico, otorgada por la Asociación Michoacana de Periodistas A.C. (AMIPAC) en Morelia, Michoacán.
En 2021, fue nombrada Embajadora Internacional de Cítricos de España en México, un reconocimiento otorgado por Francisco Seva Rivadulla, como parte de una campaña de promoción de los productos agrícolas españoles.
En 2023, recibió la Presea José Sixto Verduzco al mérito social, un reconocimiento del gobierno municipal de Zamora, Michoacán.

## Educación
Bertha Guillermina cursó la licenciatura en Ciencias de la Comunicación en la Universidad Autónoma de Guadalajara. También completó un diplomado en periodismo impartido por la Escuela Carlos Septién García. Ha cursado diversos diplomados en locución y periodismo organizados por la Asociación Nacional de Locutores de México.

## Participación internacional
A lo largo de su carrera, Bertha Guillermina ha participado en eventos internacionales, incluyendo una conferencia en la Universidad de Salamanca en representación de la Asociación Mundial de Mujeres Periodistas y Escritoras (AMMPE).

## Asociaciones
Es integrante y una de las fundadoras de la Asociación de Periodistas del Valle de Zamora A.C. (ASPEVAZA).